# Іонінська вулиця
Іонінська вулиця — вулиця в Автозаводському районі Кременчука, пролягає від Першотравневої вулиці до вулиці Троїцької. Штабна лежить між вул. Коцюбинського та на бережною Дніпра, є паралельною їм. Іонінську перетинають вулиця Гоголя, провулки Садовий і Дмитра Тьомкіна.
Від провулку Садового до вулиці Гоголя вулиця пішохідна.
Вулиця в сучасних межах утворена 2013 року внаслідок об'єднання вулиць Штабної і Федора Логінова.

## Будівлі та об'єкти
- Будинок для спостереження за рухом суден по Дніпру

## Історія
Заселення північно-західній частині Кременчука, де тепер розташовані вул. Штабна та вул. Коцюбинського, почалося в першій половині XVIII ст. У ті часи на березі Дніпра у цьому районі була розташована стара фортеця. Із зовнішнього боку земляних валів розташовувалася широка незабудована смуга — Гласіс. А далі — кілька укріплених поселень, форштадов, зосереджених вздовж дороги в сотенне містечко Власівка. Від гласіса відповідно до плану 1774 року прокладають дві паралельні вулиці, які отримали пізніше назви Мала Успенська (Штабна) і Набережна (Коцюбинського). Вони закінчувалися на заливних луках річки Кагамлик. Близькість цього району до фортеці визначала характер його забудови у другій половині XVIII століття. Навпаки фортеці, приблизно у дворі сучасного готелю «Кремінь», знаходився будинок генерал-губернатора. А на березі Дніпра у 1783–1787 рр. були збудовані губернські державні установи для перебування органів управління Новоросійської губернії, а пізніше — Катеринославського намісництва.
На початку XIX ст. на місці садиби губернських державних установ розплановується велика площа для торгівлі спиртом, який завозили з усієї Полтавщини та із західних повітів Харківської, північних Катеринославської, південних Київської губернії. Площа називалася Винна або Скатна (за радянських часів Сквер Піонерів). Вона тягнулася від дніпровського берега до Малої міщанської вулиці (так стала називатися Набережна). Сама ж вулиця була продовжена до створюваної Олександрівської площі (зараз площа Перемоги).
Після переведення губернських установ 1789 до Катеринослава, вежі передаються Чорноморському адміралтейству, яке використовує їх як комори. У цей час поруч, у гирлі річки Кагамлик, спішно влаштовується кораблебудівний верф, де споруджуються легкі судна — канонерські човни, фрегати для Чорноморського флоту, який воює проти турків. За наказом Потьомкіна тут будується збройовий завод для ремонту всіх видів озброєння, що виходило з ладу на території Катеринославського намісництва.
В додаток до існуючих будівель побудували бараки для робітників, кузні, комори для зберігання зброї. Своїх зброярів у Кременчуці не було, і Потьомкін викликає майстрів з Тули. Умови праці були дуже важкими — за неповних 10 років з 31 зброяра живими лишилося 9.
1798 року Кременчуцький збройовий завод переводиться в Колпіно під Петербург. Спорожнілі будівлі поступово занепадають і руйнуються, і до 1805, коли складається новий план міста, вціліла тільки одна кам'яна башта, де довгі роки після смерті Потьомкіна зберігався його срібний сервіз і похідна «Євгенівска» бібліотека.
Ця будівля існує і сьогодні, але без купола. Єдиний на території Кременчука пам'ятник архітектури 18 ст. і найстаріше кам'яна споруда міста. До 2008 року, Поки військовий госпіталь не закрили, в цій вежі розташовувався клуб та бібліотека госпіталю.